# Tachina sumatrensis
Tachina sumatrensis är en tvåvingeart som först beskrevs av Townsend 1926.  Tachina sumatrensis ingår i släktet Tachina och familjen parasitflugor. Inga underarter finns listade i Catalogue of Life.